# Daïra de Bayadha
La daïra de Bayadha est une daïra d'Algérie située dans la wilaya d'El Oued et dont le chef-lieu est la ville éponyme de Bayadha.

## Localisation
La daïra est située au centre de la wilaya d'El Oued.

## Communes de la daïra
La daïra n'est composée que d'une seule commune : Bayadha.